# Liste des espèces d'invertébrés inscrites à l'Annexe II de la CITES
La liste suivante recense les espèces vulnérables d'invertébrés inscrites à l'Annexe II de la CITES.
Sauf mention contraire, l'inscription à l'Annexe d'une espèce inclut l'ensemble de ses sous-espèces et de ses populations.

## Liste[1]
- Famille des Holothuriidae :
  - Holothuria fuscogilva
  - Holothuria nobilis
  - Holothuria whitmaei

- Famille des Theraphosidae :
  - Aphonopelma albiceps
  - Aphonopelma pallidum
  - Brachypelma spp.
  - Poecilotheria spp.

- Famille des Scorpionidae :
  - Pandinus camerounensis
  - Pandinus dictator
  - Pandinus gambiensis
  - Pandinus imperator
  - Pandinus roeseli

- Famille des Scarabaeidae :
  - Dynastes satanas

- Famille des Papilionidae :
  - Atrophaneura jophon
  - Atrophaneura pandiyana
  - Bhutanitis spp.
  - Ornithoptera spp. (sauf les espèces inscrites à l'Annexe I)
  - Papilio hospiton
  - Parnassius apollo
  - Teinopalpus spp.
  - Trogonoptera spp.
  - Troides spp.

- Famille des Hirudinidae (en) :
  - Hirudo medicinalis
  - Hirudo verbana

- Famille des Mytilidae :
  - Lithophaga lithophaga

- Famille des Unionidae :
  - Cyprogenia aberti
  - Epioblasma torulosa rangiana
  - Pleurobema clava

- Famille des Tridacnidae :
  - Tridacnidae spp.

- Famille des Nautilidae :
  - Nautilidae spp.

- Famille des Strombidae :
  - Strombus gigas

- Famille des Camaenidae :
  - Papustyla pulcherrima

- Ordre des Antipatharia :
  - Antipatharia spp.

- Famille des Helioporidae :
  - Helioporidae spp. (inclut seulement l'espèce Heliopora coerulea)

- Ordre des Scleractinia :
  - Scleractinia spp.

- Famille des Tubiporidae :
  - Tubiporidae spp.

- Famille des Milleporidae :
  - Milleporidae spp.

- Famille des Stylasteridae :
  - Stylasteridae spp.